# 피오나 그레이엄
피오나 그레이엄(Fiona Graham, 1961년 9월 16일 ~ 2023년 1월 26일)은 오스트레일리아의 인류학자, 게이샤이다. 2007년, "사유키"(일본어: 紗幸)라는 이름으로 게이샤로서 공식 데뷔했다. 최초의 비일본인 게이샤이다.

## 생애 및 연구 업적
오스트레일리아 멜버른에서 태어났다. 15살 때, 교환 학생 신분으로 일본에 처음 왔다.
게이오기주쿠 대학에서 심리학 학사 학위를 취득했다. 게이오기주쿠 대학을 졸업한 첫번째 백인 여성이다. 이후 옥스퍼드 대학교에서 경영학 석사 학위, 철학 박사 학위를 취득했다.
학위 취득 후 텔레비전 감독으로서 일본 및 해외 방송사에서 일했다. 게이오기주쿠 대학 및 와세다 대학교에서 게이샤 문화를 가르쳤다.

## 게이샤 활동

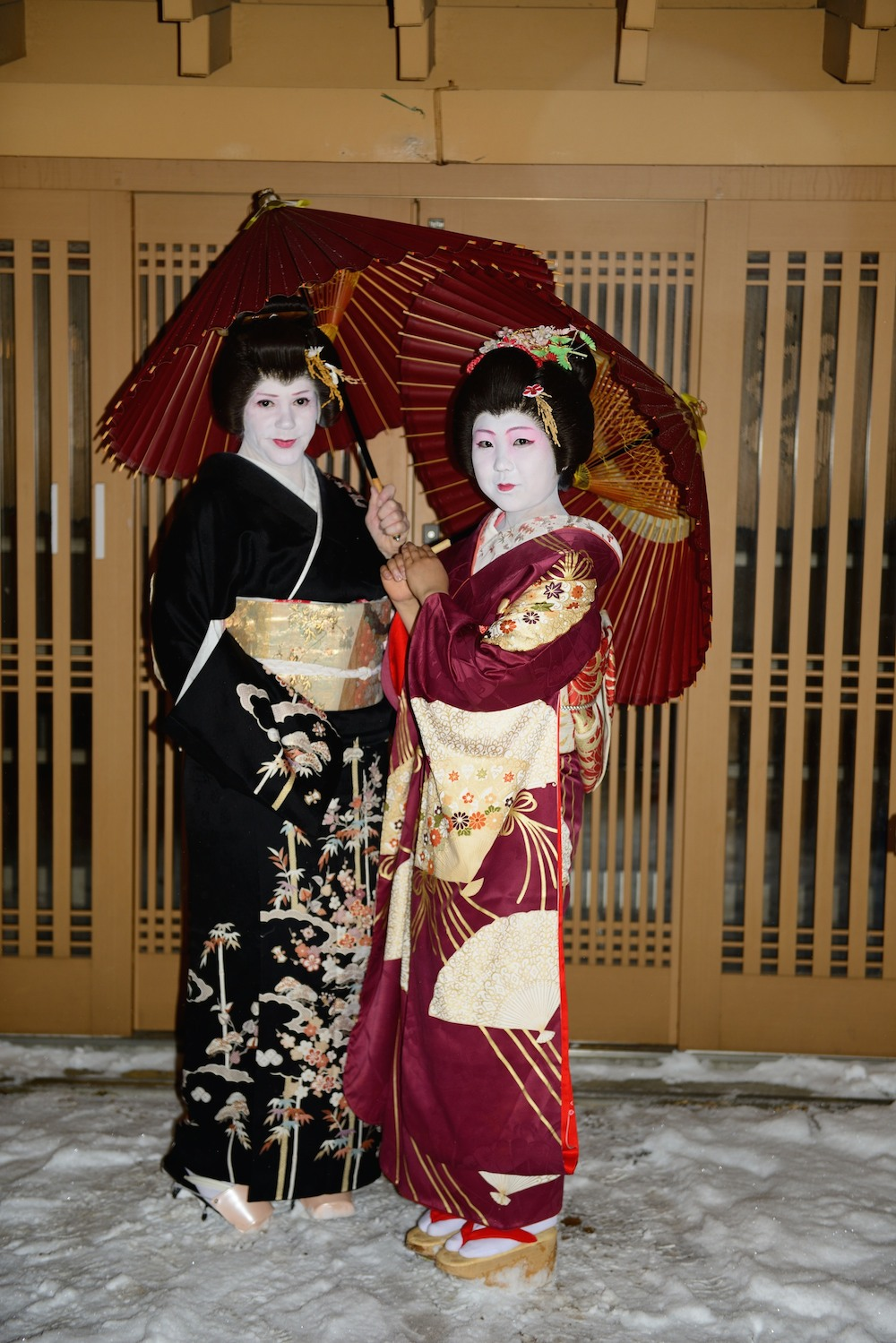
(왼쪽) 2013년, 사유키와 그녀의 수습생

2007년 12월 19일, 피오나는 도쿄 아사쿠사 지역에서 1년 간의 수습 기간을 거친 후, "사유키"(紗幸)라는 이름으로 게이샤로서 공식 데뷔했다. 피오나는 서양 여성 최초 게이샤가 됐다. 스무 한 살을 이미 넘었기에, '한교쿠'라는 견습 단계는 생략됐다. 처음에는 1년 간의 연구 프로젝트의 일환으로 게이샤가 됐으나, 이후 게이샤 활동을 계속하는 게 허용됐다. 피오나 이전에 미국의 인류학자 리자 달비(Liza Dalby)가 게이샤를 연구하며 게이샤로서 연회도 참여했었으나 공식 데뷔는 하지 않았다. 이와 반대로, 피오나는 공식 데뷔를 했고 게이샤 가의 일원으로 인정 받았다는 점에서 리자와 구별된다.
아사쿠사 게이샤 협회는 논란에 대해 어떤 의사도 밝히지 않았다. 피오나는 "게이샤로서 계속 활동할 것이고, 다른 지역에서 활동하는 것을 생각 중"이라고 밝혔다. 이에 아사쿠사 협회 대표는 "피오나의 연구 활동의 일환으로 특별 허가를 내주지만, 피오나가 독자적인 게이샤 활동하기를 원한다는 것은 예상 못했다"고 밝혔다. 아사쿠사 게이샤 협회 규율에 의하면, 게이샤 일가에서 4년 이상 활동한 게이샤는 독립해서 자신의 게이샤 일가를 세우는 게 가능하다. 하지만 협회는 원래 게이샤의 되기 위한 조건 중 '일본 시민권 보유자'라는 조건이 있는데 피오나는 애초에 그 조건을 불충족한다는 이유로, 피오나가 게이샤 일가를 세우는 것을 허용치 않았다.
2011년, 피오나는 아사쿠사 지역에 기모노 가게를 열었다. 2013년 7월, 영국에서 열린 "하이퍼 재팬 페스티벌" 사유키로서 공연했다. 같은 해, 두바이와 그리스도 방문했다. 2013년부터 도쿄 야나카에서 본인의 독자적인 게이샤 일가를 운영하며 제자를 양성했다. 2014년, 홋카이도 굿찬정에 게이샤 바를 열었다.